# ФК Новезе
ФК Новезе је италијански фудбалски клуб из Новог Лигура, Пијемонт. Клуб је освојио Серију А 1922. године, али сада наступа у Серији Д/A. Тимске боје су бела и светлоплава.

## Историја
Новезе је основан 1919. године, ушао је у историју италијанског фудбала као освајач националног фудбалског првенства 1921/22, у сезони када су постојале две главне конкурентске лиге у фудбалу: Италијанска фудбалска лига и отцепљена Италијанска фудбалска конфедерација (у којој су наступали богатији и познатији клубови).
Ћуљан Лици је најбољи фудбалер у историји клуба.

## Успех
- Првенство Италије: 1
  - 1921/22.